# Grande Prémio Internacional CTT Correios de Portugal 2002
Il Grande Prémio Internacional CTT Correios de Portugal 2002, terza edizione della corsa, si svolse dal 30 agosto al 1º settembre su un percorso di 495 km ripartiti in 3 tappe, con partenza a Lisbona e arrivo a Matosinhos. Fu vinto dallo spagnolo Ángel Edo della Milaneza-MSS davanti al russo Aleksej Markov e al portoghese Nuno Marta Duarte.

## Tappe
| Tappa  | Data         | Percorso             | km    | Vincitore di tappa | Leader cl. generale |
| ------ | ------------ | -------------------- | ----- | ------------------ | ------------------- |
| 1ª     | 30 agosto    | Lisbona > Leiria     | 183,8 | Ángel Edo          | Ángel Edo           |
| 2ª     | 31 agosto    | Leiria > Coimbra     | 159   | Aleksej Markov     | Ángel Edo           |
| 3ª     | 1º settembre | Coimbra > Matosinhos | 152,5 | Aleksej Markov     | Ángel Edo           |
| Totale | Totale       | Totale               | 495   |                    |                     |

## Dettagli delle tappe

### 1ª tappa
- 30 agosto: Lisbona > Leiria – 183,8 km

| Pos. | Corridore               | Squadra       | Tempo    |
| ---- | ----------------------- | ------------- | -------- |
| 1    | Ángel Edo               | Milaneza-MSS  | 4h09'39" |
| 2    | David Fernández Domingo | Relax         | s.t.     |
| 3    | Nuno Marta Duarte       | Barbot-Torrie | s.t.     |

| Pos. | Corridore | Squadra      | Tempo    |
| ---- | --------- | ------------ | -------- |
| 1    | Ángel Edo | Milaneza-MSS | 4h09'39" |

### 2ª tappa
- 31 agosto: Leiria > Coimbra – 159 km

| Pos. | Corridore      | Squadra                 | Tempo    |
| ---- | -------------- | ----------------------- | -------- |
| 1    | Aleksej Markov | Itera                   | 4h47'42" |
| 2    | Alberto Benito | Paredes Rota dos Moveis | s.t.     |
| 3    | Ángel Edo      | Milaneza-MSS            | s.t.     |

| Pos. | Corridore | Squadra      | Tempo    |
| ---- | --------- | ------------ | -------- |
| 1    | Ángel Edo | Milaneza-MSS | 8h57'21" |

### 3ª tappa
- 1º settembre: Coimbra > Matosinhos – 152,5 km

| Pos. | Corridore      | Squadra      | Tempo    |
| ---- | -------------- | ------------ | -------- |
| 1    | Aleksej Markov | Itera        | 4h10'40" |
| 2    | Ángel Edo      | Milaneza-MSS | s.t.     |
| 3    | Pedro Lopes    | L.A-Pecol    | s.t.     |

| Pos. | Corridore         | Squadra       | Tempo     |
| ---- | ----------------- | ------------- | --------- |
| 1    | Ángel Edo         | Milaneza-MSS  | 13h08'01" |
| 2    | Aleksej Markov    | Itera         | s.t.      |
| 3    | Nuno Marta Duarte | Barbot-Torrie | s.t.      |

## Classifiche finali

### Classifica generale
| Pos. | Corridore                     | Squadra                        | Tempo     |
| ---- | ----------------------------- | ------------------------------ | --------- |
| 1    | Ángel Edo                     | Milaneza-MSS                   | 13h08'01" |
| 2    | Aleksej Markov                | Itera                          | s.t.      |
| 3    | Nuno Marta Duarte             | Barbot-Torrie                  | s.t.      |
| 4    | Pedro Cardoso                 | Milaneza-MSS                   | s.t.      |
| 5    | Xavier Florencio              | ONCE-Eroski                    | s.t.      |
| 6    | Joaquim Sampaio               | Carvalhelhos-Boavista          | s.t.      |
| 7    | Paulo Jorge De Moura Ferreira | Cantanhede-Marques de Marialva | s.t.      |
| 8    | Andrej Zinčenko               | L.A-Pecol                      | s.t.      |
| 9    | Ruben Oarbeascoa Ispizua      | L.A-Pecol                      | s.t.      |
| 10   | Julian Usano Martinez         | Kelme                          | s.t.      |